# Orange (manga)
Pour les articles homonymes, voir Orange.
Orange (オレンジ, Orenji) est une série de shōjo/seinen manga dessinée et écrite par Ichigo Takano. Le manga est prépublié au Japon dans le magazine shōjo Bessatsu Margaret de l'éditeur Shūeisha en 2012 puis interrompu. En 2013, la série est reprise par l'éditeur Futabasha et la prépublication reprend en 2014 dans son magazine seinen Monthly Action pour s'achever en 2015 et compter alors cinq volumes reliés.
La série Orange est ensuite adaptée sous différentes formes en 2015 et 2016 : une série de light novel, un film live, un manga dérivé humoristique et une série d'animation. Un film d'animation intitulé Orange -Mirai- (オレンジ -未来-, Orenji -Mirai-) met en scène les événements d'Orange au travers du personnage de Suwa et poursuit l'histoire au-delà du manga original.
Parallèlement, Ichigo Takano reprend la production du manga en octobre 2016 avec la prépublication d'une histoire en deux parties intitulée Orange -Suwa Hiroto- proposant une fin alternative à l'histoire originale, puis adapte le film d'animation Orange -Mirai- (オレンジ -未来-, Orenji -Mirai-) en manga. Ces deux histoires sont reliées pour former le sixième tome d'Orange. Un septième et ultime tome est sorti en avril 2022.
Orange est publié en anglais par le site internet américain Crunchyroll et par Seven Seas Entertainment, en français par les éditions Akata.
L'histoire suit Naho qui est une jeune lycéenne de seize ans vivant à Matsumoto, dans la préfecture de Nagano. Son quotidien est bouleversé par la réception d'une lettre du futur. Elle aurait été écrite par Naho elle-même, dix ans plus tard. Cette Naho a désormais vingt-six ans et est rongée par les remords. Au travers de cette lettre, elle compte empêcher Naho de reproduire les mêmes erreurs. Ainsi, la lettre contient des éléments sur les événements des mois à venir et des instructions concernant principalement l'arrivée d'un nouvel élève dans la classe, Kakeru.

## Trame

### Synopsis

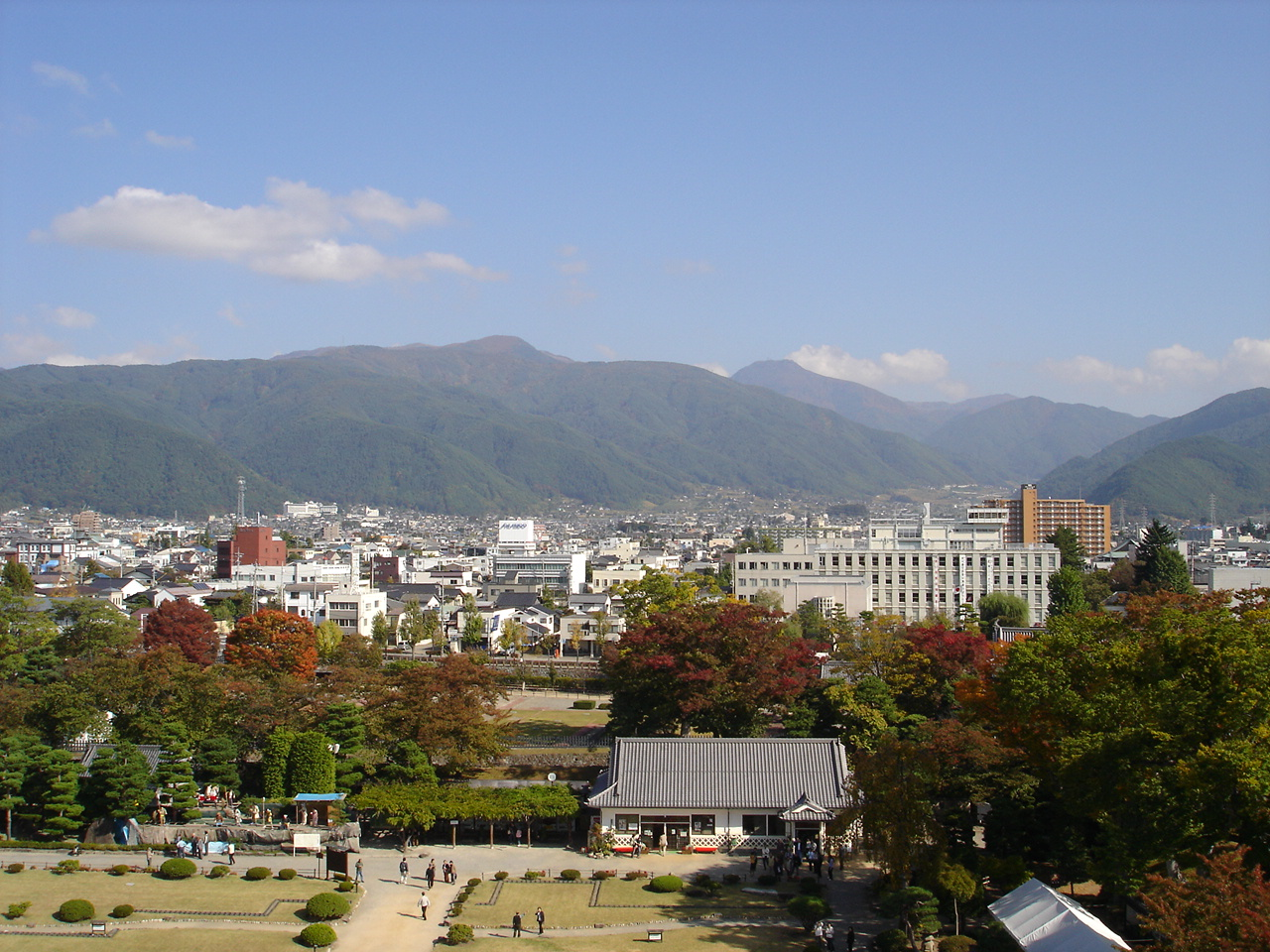
Ville de Matsumoto vue de son château.

À Matsumoto, Naho Takamiya, une étudiante de première (= 2e année au Japon), reçoit des lettres envoyées d'elle-même 10 ans plus tard. Son futur lui demande d'empêcher son «plus grand regret» de se réaliser, qui a quelque chose à voir avec le nouvel étudiant de Tokyo transféré dans son lycée, un garçon nommé Kakeru Naruse. Au début sceptique, Naho commence à croire les lettres car elle se rend compte qu'elles prédisent avec précision les événements. Lorsque la lettre lui demande de ne pas inviter Kakeru à sortir pour la première journée, Naho et ses amis (Hiroto Suwa, Takako Chino, Saku Hagita et Azusa Murasaka) décident quand même de l'inviter. Kakeru finit par ne pas aller à l'école pour les deux prochaines semaines.
Pour éviter de répéter l'erreur de son « elle-futur », Naho décide de faire ce que les lettres l'ordonnent de faire, comme participer au tournoi de softball, d'encourager Kakeru à rejoindre l'équipe de football, de s'opposer à ce qu'il poursuive sa relation avec Ueda, une terminale (= 3e année) ou encore de l'inviter à regarder le feu d'artifice juste avec elle. Naho apprend par les lettres que dans le futur Kakeru est mort, s'étant suicidé le lendemain de la Saint-Valentin, la même année scolaire dans laquelle il s'était inscrit.
Durant le Bon Festival, Kakeru explique à Naho la raison de son absence : sa mère s'est suicidée le jour de son premier jour de classe à cause d'un choc émotionnel causé par lui, lui demandant par message d'arrêter de l'ennuyer car cette dernière lui demandait de l'accompagner à son rendez-vous à l'hôpital, alors qu'il était avec Naho et les autres. Naho se sent alors coupable, car elle estime qu'elle et ses amis sont eux aussi responsables de la mort de la mère de Kakeru. Quelques jours plus tard, Suwa raconte à Naho qu'il a également reçu des lettres de son moi futur, lui demandant de faire la même chose que l'être futur de Naho, c'est-à-die sauver Kakeru. Suwa cache le fait que lui et Naho sont mariés et ont un enfant à l'avenir, car il sait que Naho est amoureuse de Kakeru. Plus tard, Azusa, Hagita et Chino admettent qu'ils ont eux aussi reçu des lettres semblables. Ils sont tous d'accord sur le fait que, bien qu'ils ne soient pas capables de changer le destin de leur futur, ils peuvent créer un univers parallèle où Kakeru est encore vivant.
Pour refréner les envies suicidaires de Kakeru, les cinq amis organisent une fête pour son anniversaire (il aura 17 ans), dans lequel Kakeru confesse ses sentiments à Naho, surprise. Les cinq rejoignent également l'équipe de relais pour soutenir Kakeru. Avec l'encouragement de ses amis, Kakeru gagne la course. Comme récompense pour avoir gagné la course, Kakeru embrasse Naho sur la joue. Cependant, à la veille du Nouvel An, Naho et Kakeru discutent de la santé de la grand-mère de ce dernier, tombée malade le jour de Noël, jour durant lequel ils étaient censés sortir ensemble. Ils se disputent alors, Kakeru, se sentant toujours coupable du suicide de sa mère, accuse Naho (qui sait de son moi future que la grand-mère ne mourra pas) de ne pas prendre assez en considération sa tristesse et le fait qu'il se retrouverait seul si sa grand-mère venait à mourir. Les deux s'éloignent peu à peu au cours des semaines suivantes. Malgré le fait que Naho essaye de reparler et de demander pardon à Kakeru (sur ordre de sa lettre), Kakeru continue de l'éviter, même après lui avoir pardonné. Jusqu'à la veille du jour où Kakeru est censé se suicider, Naho parvient à lui donner ses chocolats et réussit à avouer ses sentiments et dit à Kakeru de ne pas se suicider car ses amis et lui seraient très tristes si ce dernier venait à disparaître.
La nuit de la mort supposée de Kakeru, les cinq amis se réunissent au carrefour ou Kakeru est censé se suicider, avec la ferme intention de l'en empêcher. Cependant, leur plan est interrompu car Kakeru n'arrive pas à temps. Les cinq le recherchent alors dans tout Matsumoto et parviennent à l'empêcher d'être touché par un camion. Kakeru s'excuse, leur disant qu'il avait l'intention de se suicider, mais à la dernière seconde a décidé de ne pas le faire après avoir réalisé que cela signifierait qu'il ne reverrait plus ses amis.

### Personnages
Naho Takamiya (高宮菜穂, Takamiya Naho)
Voix japonaise : Kana Hanazawa, voix française : Marie Braam
Joué par : Tao Tsuchiya
C'est une lycéenne qui reçoit une lettre d'elle-même dix ans à l'avenir. Au début, elle ignore la lettre, mais quand elle se rend compte que tout ce qui y est écrit est vrai, elle décide d'écouter les lettres afin de sauver Kakeru. Elle est amoureuse de ce dernier. C'est une personne décrite comme réservée, qui répond toujours aux besoins des autres avant les siens. Cela peut l'handicaper du fait que parfois, elle n'ose pas faire ou dire des choses, de peur de déranger la ou les personnes concernées. Les lettres de son « futur elle » vont notamment la pousser à prendre des décisions (comme faire un bento à Kakeru) car celle-ci ne veut pas avoir de regrets plus tard et veut également sauver Kakeru.
Kakeru Naruse (成瀬翔, Naruse Kakeru)
Voix japonaise : Seiichirō Yamashita, voix française : Grégory Praet
Joué par : Kento Yamazaki
Un étudiant transféré de Tokyo. Après sa première journée de cours, sa mère lui demande de rentrer à la maison directement parce qu'elle aimerait qu'il l'accompagne, mais ce dernier ne l'écoute pas et sort avec Naho et ses amis. À la suite de cela, sa mère s'est suicidée le jour-même. Regrettant cela toute sa vie et considérant que c'est sa faute, Kakeru se suicide, faisant à croire à tout le monde que c'était un accident (seule sa grand-mère est au courant). Dans le nouveau passé, Naho tente de le sauver, faisant changer sa vision de vivre et essayant de le libérer de sa culpabilité constante. Suwa aidera aussi (puis toute la bande) Naho à sauver Kakeru.
Kakeru est amoureux de Naho. C'est un garçon sensible et fragile qui a besoin d'attention de la part des autres et encore plus depuis le suicide de sa mère.
Hiroto Suwa (須和弘人, Suwa Hiroto)
Voix japonaise : Makoto Furukawa (en), voix française : Frederik Haùgness
Joué par : Ryo Ryusei
C'est le meilleur ami de Naho et est amoureux d'elle. Après la mort de Kakeru, dix ans plus tard, il épouse Naho et ils ont un enfant, mais après avoir vu la tristesse de Naho, il écrit une lettre à son moi passé et se demande de rendre Naho heureux même s'il n'est pas à ses côtés. Dans le nouveau passé, il refoule ses sentiments et est toujours très protecteur envers Naho. Il s'assure également du bien-être de Kakeru. Il se sacrifie en quelque sorte pour eux ne leur montrant pas que cela l'affecte.
Takako Chino (茅野貴子, Chino Takako)
Voix japonaise : Rika Kinugawa, voix française : Johanne Pastor
Joué par : Hirona Yamazaki
C'est une amie de Naho qui a reçu une lettre d'elle-même venant du futur. Elle aide Naho et Kakeru à sortir ensemble. Elle ne supporte pas Ueda, est perspicace et est très protectrice envers ses amis. D'après le mot de Kakeru adressé à elle dans la capsule temporelle, elle fait peur quand elle se met en colère. Elle est brune, les cheveux raides et se les attache rarement. Dans le nouveau passé, elle se soucie de Suwa qui renonce à son amour pour Naho.
Saku Hagita (萩田朔, Hagita Saku)
Voix japonaise : Kazuyuki Okitsu, voix française : Antoni Lo Presti
Joué par : Dori Sakurada
Ami de Naho, il porte des lunettes et aime lire des mangas. Il a reçu une lettre de lui-même venant du futur et aide Kakeru. Il aime Azusa mais le nie. Il est très mauvais en sport. La nuit où Kakeru est censé se suicider, il sabote son vélo. C'est pour cela que ce dernier ne tente pas de se suicider à l'endroit indiqué par la lettre. Il a un franc-parler, ce qui met parfois ses amis mal à l'aise.
Azusa Murasaka (村坂あずさ, Murasaka Azusa)
Voix japonaise : Natsumi Takamori, voix française : Cécile Florin
Joué par : Kurumi Shimizu
L'amie de Naho qui a reçu une lettre de son futur et aide Naho et Kakeru. D'un tempérament joyeux, elle adore rire et est capable de mettre la bande de bonne humeur en un clin d'œil. Elle aime bien taquiner Hagita, surtout sur son côté non sportif et sur le fait qu'il ait des lunettes. Cependant, elle avoue qu'il est beau sans. Elle est blonde et on la voit toujours avec une queue de cheval. Malgré le fait qu'elle ne peut encourager la relation de Suwa et de Naho à évoluer, elle promet d'être quand même présente pour ce dernier.
Rio Ueda (上田莉緒, Ueda Rio)
Voix japonaise : Ayane Sakura
C'est une fille de 3e année qui regarde habituellement des matches de football et qui s'intéresse à Kakeru. Elle lui a avoué ses sentiments et ils ont commencé à sortir ensemble. Naho, qui est amoureuse de Kakeru, devient alors bouleversée par cette nouvelle. Elle est très jalouse et possessive. Après sa séparation avec Kakeru car elle se rend compte que ce dernier est amoureux de Naho, elle intimide Naho car elle est jalouse de celle-ci, mais est constamment confrontée à Suwa et Takako. Elle est considérée comme belle et est toujours accompagnée par deux autres filles.(elle menace Naho)
Mère de Naho (菜穂の母親, Naho no hahaoya)
Voix japonaise : Kikuko Inoue, voix française : Marie-Line Landerwijn
Père de Naho (菜穂の父親, Naho no chichioya)
Voix japonaise : Tomohiro Tsuboi, voix française : Jean-Paul Clerbois

## Manga
La série de manga est prépubliée au Japon dans le magazine shōjo Bessatsu Margaret de l'éditeur Shūeisha à partir du 13 mars 2012 et interrompu en novembre 2012. Elle est reliée en deux tomes sortis respectivement le 25 juillet 2012 et le 22 novembre 2012.
En 2013, la série est reprise par l'éditeur Futabasha et les deux premiers tomes sont réédités le 25 décembre 2013,. Afin de remercier ses lecteurs pour l'achat de cette nouvelle édition, l'auteur inclut à la fin de chaque tome un chapitre de son one-shot Un printemps dans les étoiles (春色アストロノート, Haruiro Astronaut), prépublié à l'origine le 13 mai 2011 dans le Bessatsu Margaret no 6,. La prépublication d'Orange reprend le 25 février 2014 dans Monthly Action, le magazine seinen de l'éditeur,, avec la parution inédite du dixième chapitre. Le dernier chapitre est prépublié le 25 août 2015, et la série compte un total de cinq tomes. Deux chapitres spéciaux intitulés Orange -Suwa Hiroto- sont publiés à partir d'octobre 2016. Un sixième tome retraçant les événements du film d'animation et ses deux chapitres spéciaux est sorti le 31 mai 2017. Enfin, un septième et ultime tome est sorti le 12 avril 2022.
Le manga est traduit et publié en français par les éditions Akata entre octobre 2014 et novembre 2022. En janvier 2014, le site internet américain de lecture de manga en ligne Crunchyroll commence la prépublication en simultané avec le Japon de Orange. Le manga est également publié en Pologne par l'éditeur Waneko (pl) et en Amérique du Nord par Seven Seas Entertainment.
Une préquelle humoristique dessinée par Matsupon, Sorigerisu (ソリゲリス), est également prépubliée dans le Monthly Action entre mars, et juin 2016.

### Liste des volumes
La première édition du manga par Shūeisha comprend les deux premiers tomes de la série :
- Orange, vol. 1, Shūeisha, 25 juillet 2012, 192 p. (ISBN 978-4-08-846804-4)
- Orange, vol. 2, Shūeisha, 22 novembre 2012 (ISBN 978-4-08-846861-7)

| no | Japonais - 2e édition | Japonais - 2e édition | Français         | Français          |
| no | Date de sortie        | ISBN                  | Date de sortie   | ISBN              |
| -- | --------------------- | --------------------- | ---------------- | ----------------- |
| 1  | 25 décembre 2013      | 978-4-575-84323-1     | 9 octobre 2014   | 978-2-36974-031-5 |
| 2  | 25 décembre 2013      | 978-4-575-84324-8     | 4 décembre 2014  | 978-2-36974-038-4 |
| 3  | 22 août 2014          | 978-4-575-84470-2     | 12 février 2015  | 978-2-36974-053-7 |
| 4  | 20 février 2015       | 978-4-575-84575-4     | 2 juillet 2015   | 978-2-36974-071-1 |
| 5  | 12 novembre 2015      | 978-4-575-84709-3     | 10 mars 2016     | 978-2-36974-112-1 |
| 6  | 31 mai 2017           | 978-4-575-84987-5     | 11 janvier 2018  | 978-2-36974-279-1 |
| 7  | 12 avril 2022         | 978-4-575-85705-4     | 17 novembre 2022 | 978-2-38212-429-1 |

## Film en prise de vues réelles

Logo du film.

L'adaptation en film en prise de vues réelles est annoncée en avril 2015. Le film est réalisé par Mitsujirō Hashimoto, scénarisé par Arisa Kaneko. La musique du film est composée par Yoshihide Ōtomo et sa chanson thème, Mirai (未来, litt. « future »), par le duo musical Kobukuro,.
Le tournage du film se tient à Matsumoto, dans la préfecture de Nagano, du mois de septembre au mois d'octobre 2015. Le film est sorti le 12 décembre 2015 au Japon.

### Distribution
Source : AnimeLand
- Naho : Tao Tsuchiya
- Kakeru : Kento Yamazaki
- Hiroto : Ryō Ryūsei
- Takako : Hirona Yamazaki
- Saku : Dori Sakurada
- Azusa : Kurumi Shimizu

## Anime

### Série télévisée
L'adaptation en anime est annoncée en février 2016. La série télévisée de treize épisodes est réalisée au sein des studios TMS Entertainment et Telecom Animation Film par Hiroshi Hamasaki, sur un scénario de Yūko Kakihara. Le character design est confié à Nobuteru Yuki. Le montage son est réalisé par Yukio Nagasaki tandis que Hiroaki Tsutsumi compose la musique.
La diffusion commence le 3 juillet 2016 sur les chaînes de télévision japonaises Tokyo MX, AT-X, BS11 et TV Aichi, puis le 6 juillet sur ABC et le 14 juillet sur TV Shinshu et se termine le 25 septembre 2016[réf. nécessaire].

### Film
La production d'un film d'animation est annoncée lors de la diffusion du dernier épisode de la série télévisée. Intitulé Orange -Mirai- (オレンジ -未来-, Orenji -Mirai-), le film raconte l'histoire avec le point de vue de Suwa. Le film est sorti le 18 novembre 2016 au Japon et est diffusé pendant deux semaines. Le film est ensuite adapté en manga en janvier 2017, et les chapitres sont regroupés dans le sixième tome du manga.

## Accueil

### Ventes
Au Japon, selon les statistiques de la société Oricon, la série a trouvé son public. En effet, dès sa sortie, le premier tome atteint la 30e place des ventes hebdomadaires, avec 31 451 exemplaires vendus tandis que le deuxième tome se classe 31e avec 44 277 exemplaires vendus. Enfin, le troisième tome parvient à la 20e place de la première semaine de septembre 2014 avec un total de 92 391 exemplaires vendus.
En février 2015, alors que le quatrième tome de la série sort au Japon, Futabasha annonce que la série a dépassé le million d'exemplaires vendus,. D'ailleurs, le quatrième tome explose les ventes de la série en se plaçant en 8e position des ventes hebdomadaires, premier des ventes shōjo, dès la semaine de sa sortie avec un total de 104 500 copies vendues.
Enfin, lors de la sortie du 5e de la série le 12 novembre 2015, il se place directement premier des ventes manga de la semaine selon Oricon, avec 340 097 ventes.

### Réception critique
Au Japon, le magazine Da Vinci classe Orange 23e manga de l'année 2014, sur un total de 50 titres. Ce classement n'est pas basé sur les ventes mais réalisé à partir de 4 589 votes, dont des critiques de manga professionnels, des vendeurs de manga et des lecteurs du magazine. En 2015, il est sélectionné dans la liste des 15 mangas recommandés par les libraires japonais pour l'année 2015, organisé par la librairie japonaise en ligne Honya Club,. De plus, une enquête conjointe réalisée par le magazine Da Vinci et le site internet Niconico sélectionne Orange parmi les séries manga qui devraient connaître le succès en 2015.
En France, le premier tome d'Orange est le « coup de cœur nouveauté » de la rédaction du site internet manga-news.com, la série remportant également le « Tournoi Shojo 2014 » du site. La série est également élue meilleure romance 2014 par le site manga-sanctuary.com.

### Distinctions
La série reçoit l'Anime & Manga Grand Prix 2014 du meilleur shōjo et du meilleur espoir manga et le Prix Mangawa 2016 dans la catégorie Shōjo. Elle est également nommée pour le Prix culturel Osamu Tezuka 2016.